# Paectes viridescens
Paectes viridescens är en fjärilsart som beskrevs av Jones 1914. Paectes viridescens ingår i släktet Paectes och familjen nattflyn. Inga underarter finns listade i Catalogue of Life.